# كارولين سبيلمان شوميكر
كارولين جين سبيلمان شوميكر (24 يونيو 1929 - 13 أغسطس 2021)، عالمة فلك أمريكية، شاركت في اكتشاف المذنب شوميكر-ليفي 9. اكتشفت 32 مذنبًا (وهو رقم قياسي لأكبر عدد من المذنبات) وأكثر من 500 كويكب.
حصلت على درجات علمية في التاريخ والعلوم السياسية والأدب الإنجليزي، لم يكن لديها اهتمام كبير بالعلوم حتى التقت بالجيولوجي يوجين ميرل شوميكر وتزوجته. بدأت حياتها المهنية في علم الفلك عندما أظهرت رؤية مجسمة جيدة، وهي ميزة ذات قيمة خاصة للبحث عن الأجسام في الفضاء القريب من الأرض. على الرغم من أن شهاداتها لم تكن في العلوم، إلا أن قدرتها البصرية حفزت معهد كاليفورنيا للتكنولوجيا لتعيينها كمساعدة باحثة في فريق بقيادة زوجها. واصلت تحقيق اكتشافات قياسية في مجال علم الفلك، بالإضافة إلى حصولها على درجات فخرية والعديد من الجوائز المهنية.

## روابط خارجية
- كارولين سبيلمان شوميكر على موقع IMDb (الإنجليزية)
- كارولين سبيلمان شوميكر على موقع الموسوعة البريطانية (الإنجليزية)